# لومني شاطئية
لومني شاطئية (الاسم العلمي:Lumnitzera littorea) هو نوع نباتي يتبع جنس اللومني من الفصيلة القمبريطية.